# Athea
Athea (irisch Áth an tSléibhe, dt. „Furt des Berges“, älter Áth Té) ist ein Ort im irischen County Limerick. Die Einwohnerzahl von Athea wurde bei der Volkszählung 2022 mit 418 Personen ermittelt.

## Lage
Athea liegt etwa 50 Kilometer westsüdwestlich von Limerick City am River Galey.
Im Ort kreuzen sich die R523 von Rathkeale nach Listowel und die R524 von Glin nach Abbeyfeale.

## Geschichte
1832 wurde hier die katholische St. Bartholomew’s Church errichtet. Sie wurde 1862 und in den 1980er Jahren erneuert. 1863 wurde das Goold Monument, ein keltisches Großkreuz, in Erinnerung an den Großen Hunger errichtet. Die Olympische Statue erinnert an die beiden Dreisprungmeister der Familie Ahearn.
1974 wurde die Con Colbert Memorial Hall und 2005 die John-Paul-II-Fußgängerbrücke erbaut.

## Persönlichkeiten
- Tim Ahearne (1885–1968), Dreisprung-Olympiasieger 1908
- Dan Ahearn (1888–1942), Dreisprung-Olympiateilnehmer, Weltrekordhalter
- Michael Colbert (1899–1959), Politiker
- Kevin Danaher (1913–2002), Historiker und Ethnograph
- Kit Ahern (1915–2007), Politikerin